# Tribunal Superior Eleitoral
El Tribunal Superior Electoral (TSE) es la instancia jurídica máxima de la justicia electoral brasileña, teniendo jurisdicción nacional. Las demás instancias son representadas en los momentos de elecciones por los tribunales regionales electorales (TRE), jueces electorales y juntas electorales repartidas por Brasil. El TSE ejerce acción conjunta con los TRE, que son los responsables directos por la administración del proceso electoral en los estados y en los municipios.
La existencia y la reglamentación del TSE está determinada en los artículos 118 a 121 de la Constitución Federal de 1988, que establece la competencia privativa del Gobierno Federal legislar sobre Derecho Electoral y, además, que: «La ley complementaria dispondrá sobre la organización y competencia de los tribunales, de los jueces de derecho y de las juntas electorales» (artículo 121). Como tal ley complementaria aún no ha sido instituida, las principales leyes que rigen el Derecho Electoral son: el Código Electoral de 1965; la Ley 9.504 de 1997; la Ley de los Partidos Políticos de 1995; la Ley 12.034 de 2009; y las periódicas resoluciones normativas del TSE, que regulan las elecciones con fuerza de ley.

## Historia
La historia del Tribunal Superior Electoral se confunde con la historia de la justicia electoral de Brasil. Su precursor, el Tribunal Superior de Justicia Electoral, fue creado en medio de las consecuencias de la Revolución de 1930, que, entre otros factores, fue motivada por la falta de transparencia del sistema electoral brasileño durante la República Velha. En efecto, el tribunal y la justicia electoral fueron creados simultáneamente por el código electoral de 1932, que regulaba en su primer capítulo la composición y las atribuciones del Tribunal Superior. Dos años después, la Constitución de 1934 elevó la justicia electoral a nivel constitucional, reafirmando la integración del Tribunal al Poder Judicial. La Constitución de 1937, redactada bajo Getúlio Vargas, extinguió la recientemente creada justicia electoral, atribuyendo al Gobierno Federal competencia privativa para juzgar sobre materia electoral. El tribunal superior fue recuperado con el código electoral de 1945, y consagrado con la Constitución de 1946, manteniéndose en todas las constituciones posteriores.

## Sede

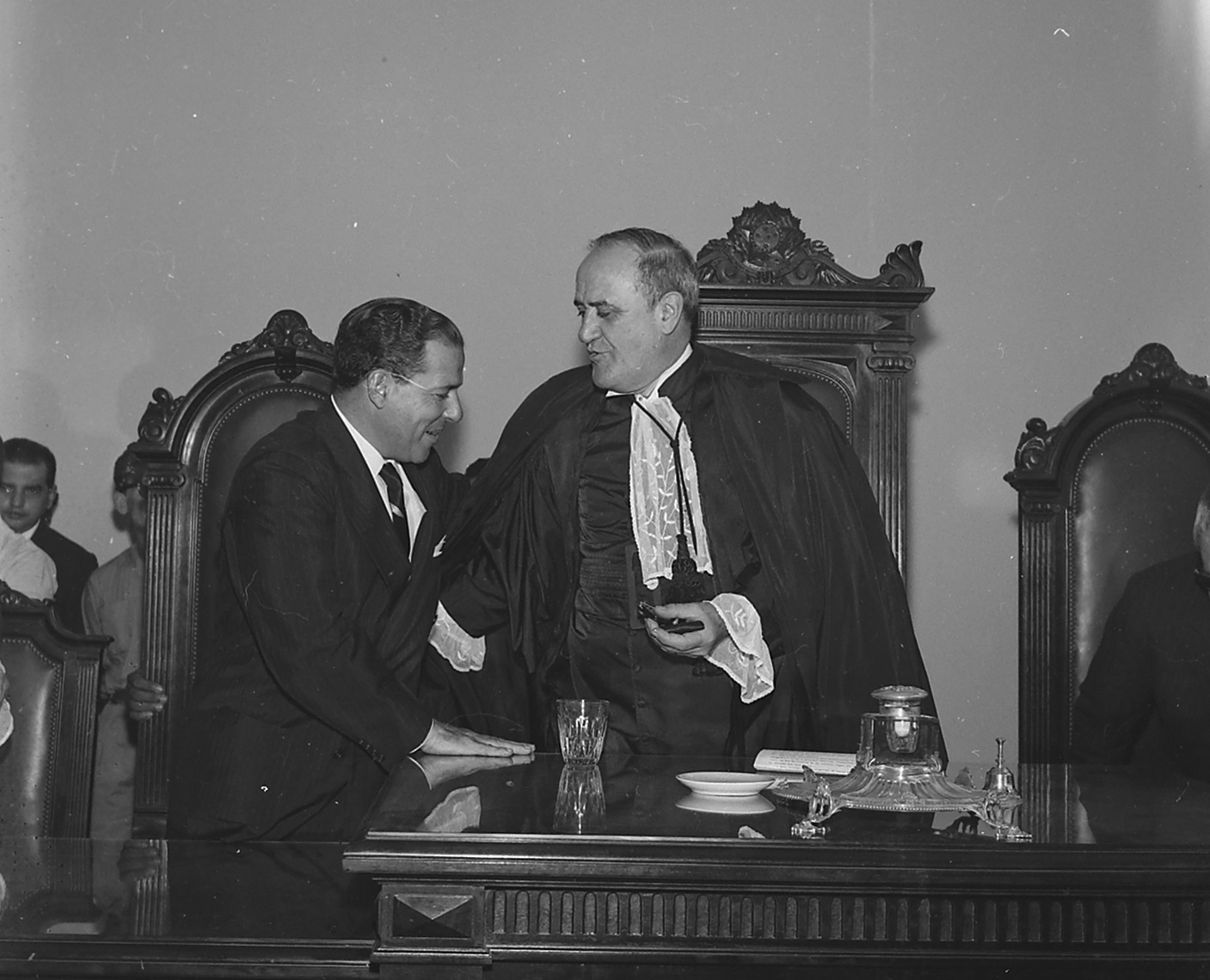
Instalación del tribunal en Brasilia, 1960.

En 1960, en virtud del cambio de la capital brasileña, el tribunal fue instalado en Brasilia, en la ExpInslanada de los Ministerios. En 1971, la sede se trasladó a la Plaza de los Tribunales Superiores.
El edificio de la nueva sede del Tribunal Superior Electoral fue un proyecto de Oscar Niemeyer, cuyo contrato con la administración de la Corte fue firmado en 2005.

## Composición
El TSE se compone de al menos siete miembros, entre ellos tres jueces elegidos entre los ministros del Supremo Tribunal Federal (STF), dos jueces de los ministros del Tribunal Superior de Justicia (STJ) y dos, los abogados, entre seis, de notable saber jurídico e idoneidad moral, indicados por el STF y nombrados por el presidente de la República.

### Composición actual
| Nombre                 | Origen              | Función             |  |
| Ministros titulares    | Ministros titulares | Ministros titulares |  |
| ---------------------- | ------------------- | ------------------- |  |
| Rosa Weber             | STF                 | Presidenta          |  |
| Luís Roberto Barroso   | STF                 | Vicepresidente      |  |
| Luiz Edson Fachin      | STF                 |                     |  |
| Jorge Mussi            | STJ                 | Corregidor          |  |
| Og Fernandes           | STJ                 |                     |  |
| Admar Gonzaga Neto     | Jurista             |                     |  |
| Tarcisio Vieira Neto   | Jurista             |                     |  |
| Ministros substitutos  |                     |                     |  |
| Alexandre de Moraes    | STF                 |                     |  |
| Marco Aurélio Mello    | STF                 |                     |  |
| Ricardo Lewandowski    | STF                 |                     |  |
| Luis Felipe Salomão    | STJ                 |                     |  |
| Mauro Campbell         | STJ                 |                     |  |
| Sérgio Silveira Banhos | Jurista             |                     |  |
| Carlos Bastide Horbach | Jurista             |                     |  |